# あなたへ〜いつまでも いつでも〜
『あなたへ〜いつまでも いつでも〜』は、2012年10月3日にリリースされた岩崎宏美の64枚目のシングルである。

## 解説
- 「あなたへ〜いつまでも いつでも〜」「糸遊」共に、シンガーソングライターさだまさし書き下ろしによる提供曲であるが、さだのアルバム『もう来る頃…』（同年6月13日）での発表の方が早い。また「あなたへ〜いつまでも いつでも〜」は、さだや他のアーティストのカバーでは「あなたへ」のタイトルで発表されている。
- アルバム『LOVE』に表題曲のNew Vocal Editionが収録されている。

## 収録曲
作詞・作曲はさだまさし、編曲は上杉洋史である。
- あなたへ〜いつまでも いつでも〜
- 糸遊（かげろう）
- あなたへ〜いつまでも いつでも〜（オリジナル・カラオケ）
- 糸遊（かげろう）（オリジナル・カラオケ）